# Caetano Veloso (1971)
Caetano Veloso è il terzo album in studio eponimo del cantautore brasiliano Caetano Veloso, pubblicato nel 1971.

## Tracce
Testi e musiche di Caetano Veloso, eccetto dove indicato.

Side 1
1. A Little More Blue – 4:55
2. London, London – 4:15
3. Maria Bethânia – 7:55

Side 2
1. If You Hold a Stone – 6:06
2. Shoot Me Dead – 3:15
3. In the Hot Sun of a Christmas Day (Veloso, Gilberto Gil) – 3:14
4. Asa Branca (Humberto Teixeira, Luiz Gonzaga) – 7:20